# Dom Pérignon (monnik)
Pierre Pérignon (Sainte-Menehould, 1639 - Hautvillers, 24 september 1715) bekend als Dom Pérignon was een benedictijner monnik aan wie de méthode champenoise, de bereidingswijze voor het maken van champagne vaak wordt toegeschreven. Naar hem is ook de beste champagne van het wijnhuis Moët et Chandon genoemd: champagne Dom Pérignon.
Het verhaal gaat dat hij zou hebben uitgeroepen: "Kom gauw, ik proef de sterren!" toen hij de eerste sprankelende champagne proefde. De realiteit is echter, dat hoewel de Dom onvermoeid aan de verbetering van de wijnen van de Champagnestreek heeft gewerkt, hij noch de mousserende wijn noch de champagne heeft uitgevonden.
In zijn tijd was de fermentatie van de wijn in de fles, die de mousserende wijn veroorzaakt, een enorm probleem voor de wijnbouwers. Wanneer het koudere weer arriveerde in de herfst, stopte het gistingsproces soms, voordat alle te gisten suiker in de wijn in alcohol was omgezet. Als deze wijn in dit stadium werd gebotteld, werd het letterlijk een tijdbom. Wanneer het weer in de lente warmer werd, begon de nog aanwezige gist weer te werken en werd kooldioxide geproduceerd, die op zijn minst de kurk uit de fles perste, en dikwijls de fles deed ontploffen, daarmee een kettingreactie veroorzakend in nabije flessen.

Dit betekende een gevaar voor werknemers, en ook werd als gevolg soms een heel jaar wijnproductie vernietigd.
Dom Pérignon trachtte deze onvolkomen fermentatie te voorkomen en voerde een aantal verbeteringen in, die heden ten dage nog steeds in de Champagnestreek in gebruik zijn, zoals het uitgebreid vermengen van wijn van verschillende wijnbouwers.
champagne · 
Dom Pérignon · 
champagnehuis · 
méthode traditionnelle · 
roséchampagne · 
rosé de saignée ·  
pinot noir · 
pinot meunier · 
chardonnay · 
voltis · 
échelle des crus · 
grand cru · 
premier cru · 
tête de cuvée · 
taille · 
Montagne de Reims · 
Côte des Blancs · 
coteaux champenois · 
alcoholische gisting · 
malolactische fermentatie · 
assemblage · 
réserve · 
liqueur de tirage · 
sur lattes · 
prise de mousse · 
mousse · 
à point · 
remuage · 
dégorgement · 
liqueur d'expédition · 
millésime · 
monocépage · 
clos · 
blanc de blancs · 
blanc de noirs · 
brut sans année · 
kometenwijn · 
cuvée de prestige · 
dosage · 
muselet · 
brut · 
formaat van champagneflessen · 
afkortingen op etiketten